# Eubaphe orfilai
Eubaphe orfilai là một loài bướm đêm trong họ Geometridae.